# Eblisia nairii
Eblisia nairii är en skalbaggsart som beskrevs av Lewis 1902. Eblisia nairii ingår i släktet Eblisia och familjen stumpbaggar. Inga underarter finns listade i Catalogue of Life.